# Paul Seguin
Paul Seguin (* 29. März 1995 in Magdeburg) ist ein deutscher Fußballspieler, der seit Juli 2025 bei Hertha BSC unter Vertrag steht. Sein Vater ist der ehemalige Fußballspieler und Olympiamedaillengewinner Wolfgang Seguin.

## Karriere

### Vereine
Seguin kam 2007 vom 1. FC Lok Stendal zum VfL Wolfsburg und durchlief dort in der Jugend alle Mannschaften. Im Jahr 2011 wurde er in den U-17-Kader berufen und spielte fortan in der B-Junioren-Bundesliga, in welcher er in zwei Spielzeiten zu 38 Einsätzen kam. Schon ein Jahr später stieg er in die U-19 des VfL auf und spielte in der A-Junioren-Bundesliga, in der er im Folgejahr die A-Junioren-Meisterschaft gewann. Nach dem Gewinn der Jugendmeisterschaft erhielt Seguin einen Vertrag für die Bundesligamannschaft des VfL, spielte aber in der folgenden Saison hauptsächlich weiter für die U-19. In der Saison 2013/14 wurde er zweimal in den Profikader berufen, kam allerdings zu keinem Einsatz.
Sein erstes Spiel in der ersten Mannschaft bestritt Seguin am 4. März 2015, als er im Achtelfinale des DFB-Pokals in der 89. Minute für Kevin de Bruyne eingewechselt wurde. In derselben Saison stand er viermal im Bundesligakader und zweimal im Europa-League-Kader, kam aber nicht zum Einsatz.
Auch in der Saison 2015/16 spielte Seguin hauptsächlich für die zweite Mannschaft des VfL, einmal wurde er für den Kader für das Champions-League-Spiel gegen Manchester United nominiert, kam aber auch in diesem Spiel nicht zum Einsatz.
In der Bundesliga debütierte Seguin am 23. April 2016, dem 31. Spieltag der Saison 2015/16, als er bei der 0:2-Heimniederlage gegen den FC Augsburg in der 85. Spielminute für Daniel Caligiuri eingewechselt wurde. Am 13. Spieltag erzielte er bei der 2:3-Niederlage gegen Hertha BSC seinen ersten Bundesligatreffer, wurde in derselben Partie aber auch erstmals des Feldes verwiesen.
Am 20. Dezember 2016 verlängerte Seguin seinen Vertrag beim VfL Wolfsburg bis 2020.
Anschließend wechselte Seguin am 30. August 2017 auf Leihbasis für ein Jahr zum Zweitligisten Dynamo Dresden. Bis zum Ende der Saison 2017/18 kam er zu 23 Ligaeinsätzen.
Zur Saison 2018/19 kehrte Seguin nach Wolfsburg zurück, spielte unter Cheftrainer Bruno Labbadia allerdings keine Rolle.
Am 18. Januar 2019 wechselte Seguin zunächst bis zum Ende der Zweitligasaison 2018/19 auf Leihbasis zur SpVgg Greuther Fürth. Nach 11 Ligaeinsätzen, in denen er 2 Tore erzielte, erwarb die SpVgg Greuther Fürth Anfang Mai 2019 per Option auch die Transferrechte an Seguin und stattete ihn mit einem Vertrag mit einer Laufzeit bis zum 30. Juni 2022 aus. In der Saison 2020/21 stieg er mit der Mannschaft in die Bundesliga auf.
Nach seinem Vertragsende in Fürth wechselte Seguin zur Saison 2022/23 ablösefrei zum 1. FC Union Berlin. Hier kam er in insgesamt 23 Spielen zum Einsatz, erzielte ein Tor und bereitete drei weitere vor. Zur folgenden Spielzeit verpflichtete ihn Bundesligaabsteiger Schalke 04.
Im Sommer 2025 wechselte er zu Hertha BSC und unterschrieb dort einen Vertrag bis 2027.

### Nationalmannschaft
Sein Debüt im Nationaltrikot gab er am 10. November 2016 in Berlin beim 1:0-Sieg der U21-Nationalmannschaft gegen die Auswahl der Türkei. Es blieb sein einziger Einsatz für eine Junioren-Auswahl des Deutschen Fußball-Bundes.

## Erfolge
- Aufstieg in die Bundesliga: 2021
- Deutscher A-Jugend-Meister: 2013
- DFB-Pokal-Sieger: 2015